# Szepietowo

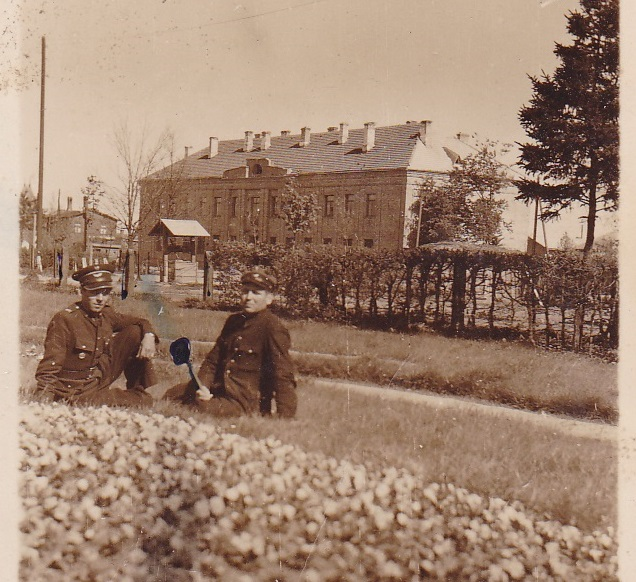
Szepietowo Stacja – widok na obecny budynek GS SCH

Szepietowo – miasto w Polsce położone w województwie podlaskim, w powiecie wysokomazowieckim. Według danych GUS z 1 stycznia 2024 r. Szepietowo liczyło 2018 mieszkańców.
Miejscowość jest siedzibą miejsko-wiejskiej gminy Szepietowo oraz stolicą dekanatu szepietowskiego. Prawa miejskie Szepietowo otrzymało z dniem 1 stycznia 2010 r.
W miejscowości znajduje się kościół, który jest siedzibą parafii NMP Matki Miłosierdzia. W administracji parafii znajduje się cmentarz parafialny. Obecnie istnieje możliwość skorzystania z wyszukiwarki osób zmarłych, pochowanych na cmentarzu. W strukturze kościoła rzymskokatolickiego parafia należy do metropolii białostockiej, diecezji łomżyńskiej, dekanatu Szepietowo.
Szepietowo leży na historycznym Podlasiu, położone było w powiecie brańskim w ziemi bielskiej województwa podlaskiego.

## Geografia
Gmina Szepietowo leży w południowo-zachodniej części województwa podlaskiego, na Wysoczyźnie Wysokomazowieckiej. Teren, na którym znajduje się gmina stanowi pogranicze Mazowsza i Podlasia.

## Historia
Od XVI do XVII wieku Szepietowo było wsią parafii dąbrowskiej w powiecie brańskim. Jego rozwój nastąpił w XIX wieku w związku z budową Kolei Warszawsko-Petersburskiej.Był to szlak tranzytowy w linii prostej między Łapami nad Narwią i Małkinią nad Bugiem na trasie zbudowano 2 stacje w Średnicy i w Czyżewie. Stacji w Średnicy zmieniono nazwę na Szepietowo, miała 2 rampy, pompę wodną, dworzec murowany. Głównym towarem przeładunkowym było zboże. Odbywał się również regularny ruch osobowy między Wilnem a Warszawą od roku 1862, co przyczyniło się do wzrostu znaczenia  stacji. W okresie międzywojennym stacja zamieniła się osadę Szepietowo. W 1921 r. wymieniono: Szepietowo stacja kolejowa. Naliczono tu 9 budynków z przeznaczeniem mieszkalnym oraz 81 mieszkańców (31 mężczyzn i 50 kobiet). Wszyscy podali narodowość polską.
W latach 1954–1972 miejscowość wchodziła w skład Gromady Szepietowo-Stacja. Szepietowo 1 stycznia 2010 r. otrzymało prawa miejskie.
Urodził się tu Bolesław Ościłowski – podporucznik rezerwy piechoty Wojska Polskiego.

### Szkoła
W latach 1922–1925 szkoły nie było. W 1928 przeniesiono tu szkołę ze Średnicy. W 1930 roku dwuklasowa szkoła powszechna w Szepietowie-Stacji liczyła 94 uczniów.
Nauczyciele: 1930 – Gradowska K., Kochutówna Sabina.

## Demografia
Liczba ludności w 2010 r. wyniosła 2311 osób.
Według stanu ludności z 31 grudnia 2011 r. miejscowość liczyła 2337 osób.

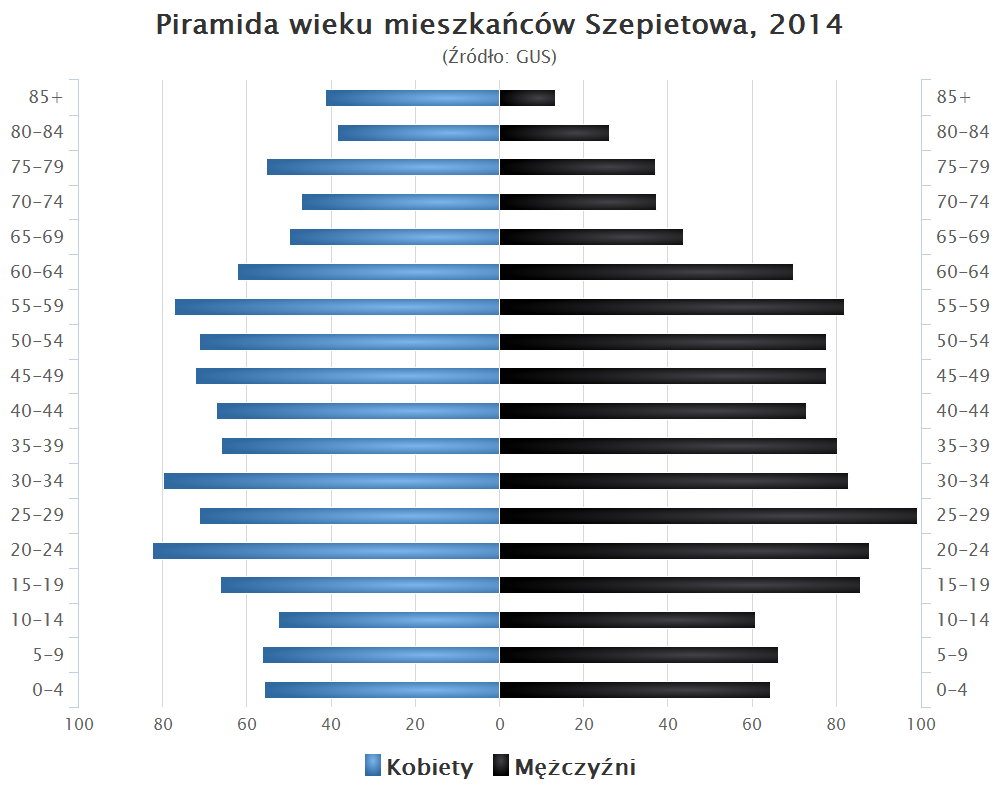
Piramida wieku mieszkańców Szepietowa w 2014 roku

## Gospodarka
Szepietowo jest lokalnym ośrodkiem usługowym, centrum kultury rolnej regionu podlaskiego. Sejmik Województwa Podlaskiego uznał Szepietowo za rolniczą stolicę Podlasia.
W pobliżu znajduje się siedziba Podlaskiego Ośrodka Doradztwa Rolniczego, który organizuje corocznie liczne wystawy rolnicze (Wiosenne Targi Ogrodnicze, Dni z Doradztwem Rolniczym, Regionalna Wystawa Zwierząt Hodowlanych, Jesień w sadzie i ogrodzie, Zielona Gala, Targi Budownictwa Wiejskiego).
Funkcjonują również:
- spółka giełdowa MNI Telecom (dawniej Szeptel S.A.)
- Towarzystwo Przyjaciół Ziemi Szepietowskiej, założone w 1939 r. jako Stowarzyszenie Przyjaciół Szepietowa[14].

## Transport
Przez Szepietowo przebiega szlak kolejowy Warszawa – Białystok, wraz ze stacją pasażersko-towarową oraz droga krajowa nr 66 (Zambrów – Wysokie Mazowieckie – Bielsk Podlaski – Połowce).
Przy ul. Przemysłowej 2 zlokalizowane jest śmigłowcowe lądowisko, zarządzane przez Agencję Rezerw Materiałowych.

## Obiektyzabytkowe
- zespół dworca kolejowego

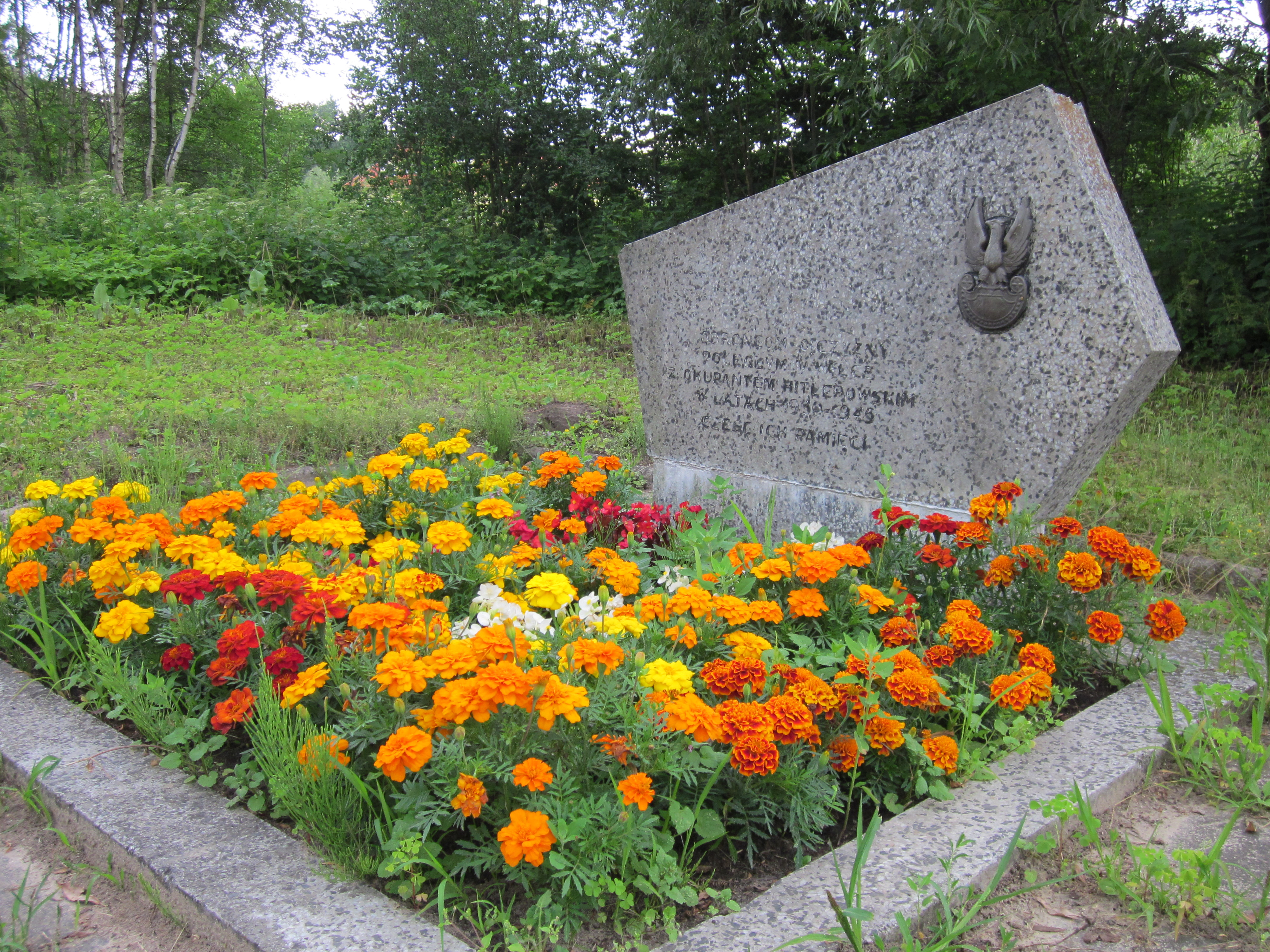
Mogiła zbiorowa żołnierzy WP z II wojny światowej

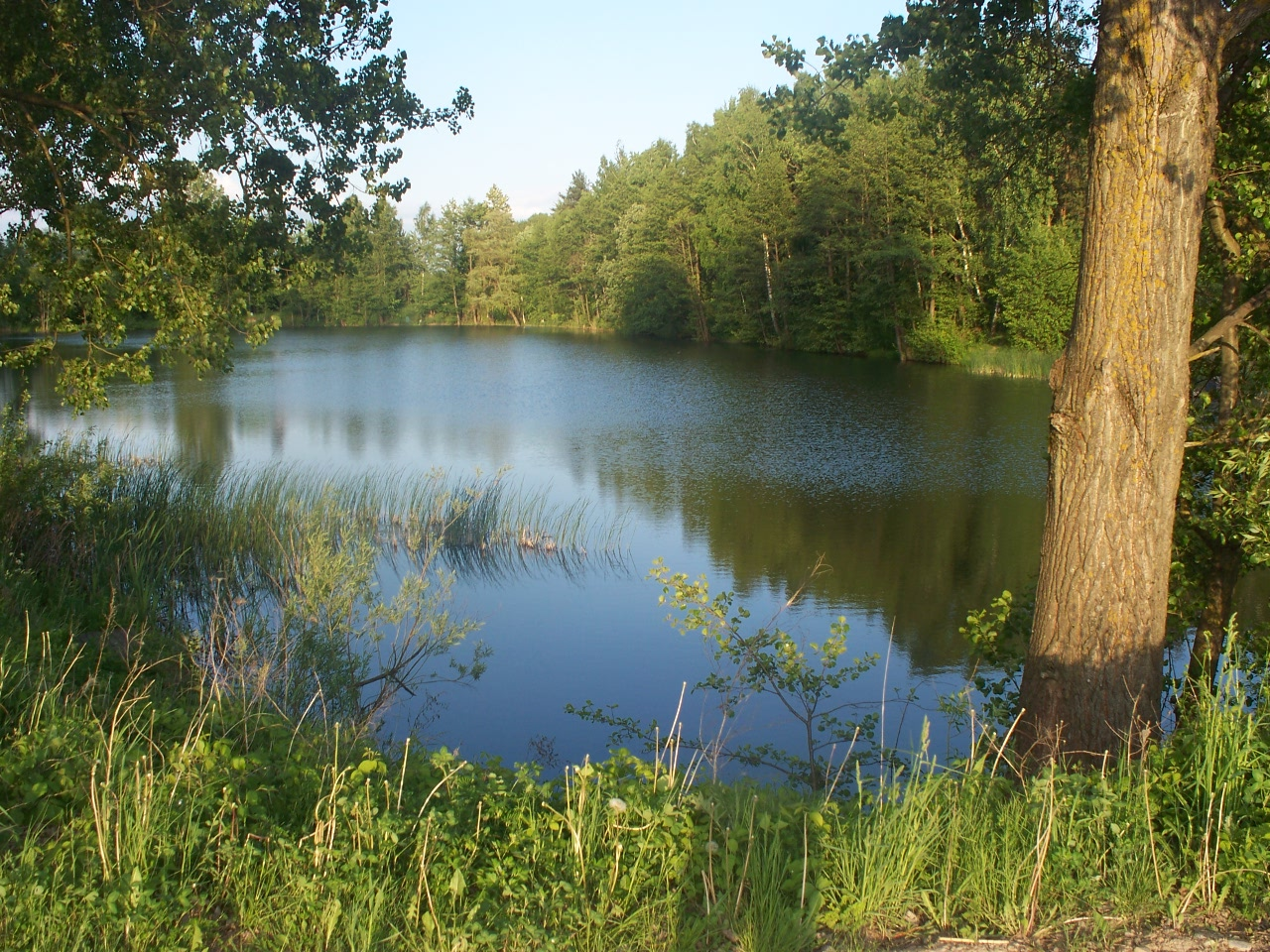
Szepietowo „Glinianki” – widok na największy staw

  - budynek kolejowy murowany z końca XIX w., zaadaptowany na dworzec po zniszczeniu dworca przez Niemców podczas II wojny światowej
  - dwa budynki murowane z przełomu XIX i XX w.
- cmentarz wojenny z okresu I wojny światowej[15].
- mogiła żołnierska (pomnik) z okresu II wojny światowej[16].
- dom murowany z 1. połowy XX w[17].

## Galeria

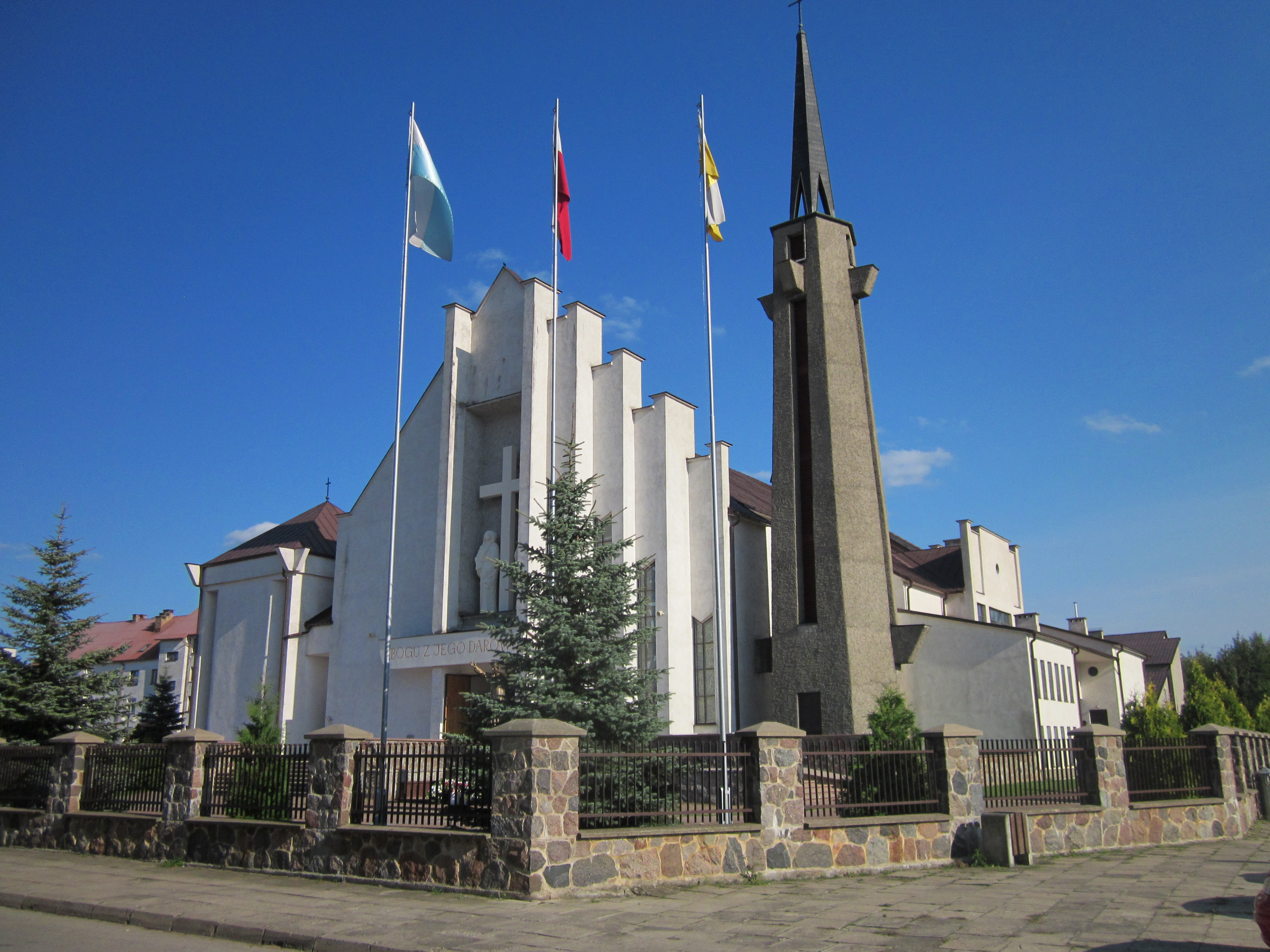
Kościół parafialny NMP Matki Miłosierdzia
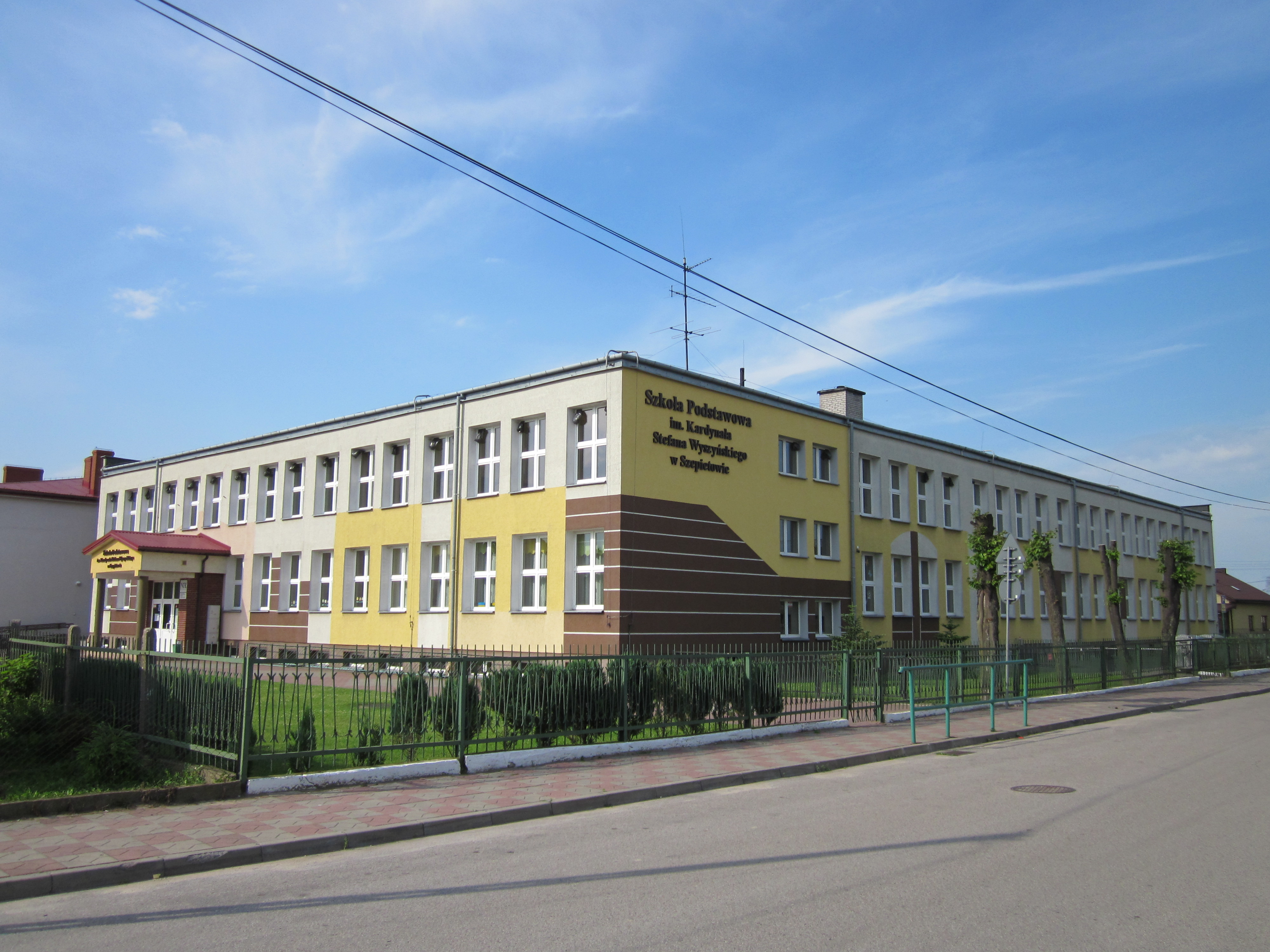
Szkoła Podstawowa im. kard. Stefana Wyszyńskiego
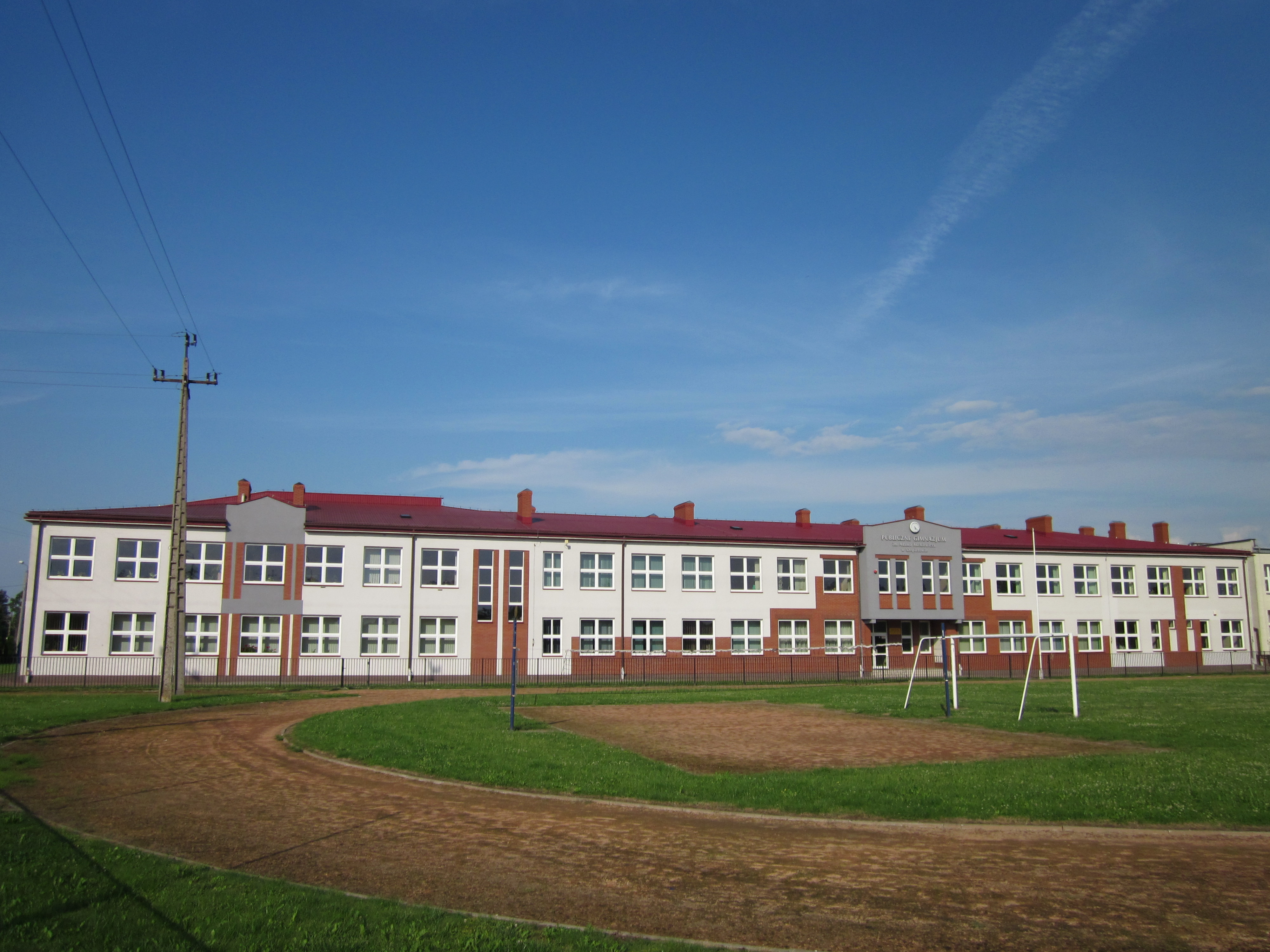
Gimnazjum Publiczne im. Adama Mickiewicza
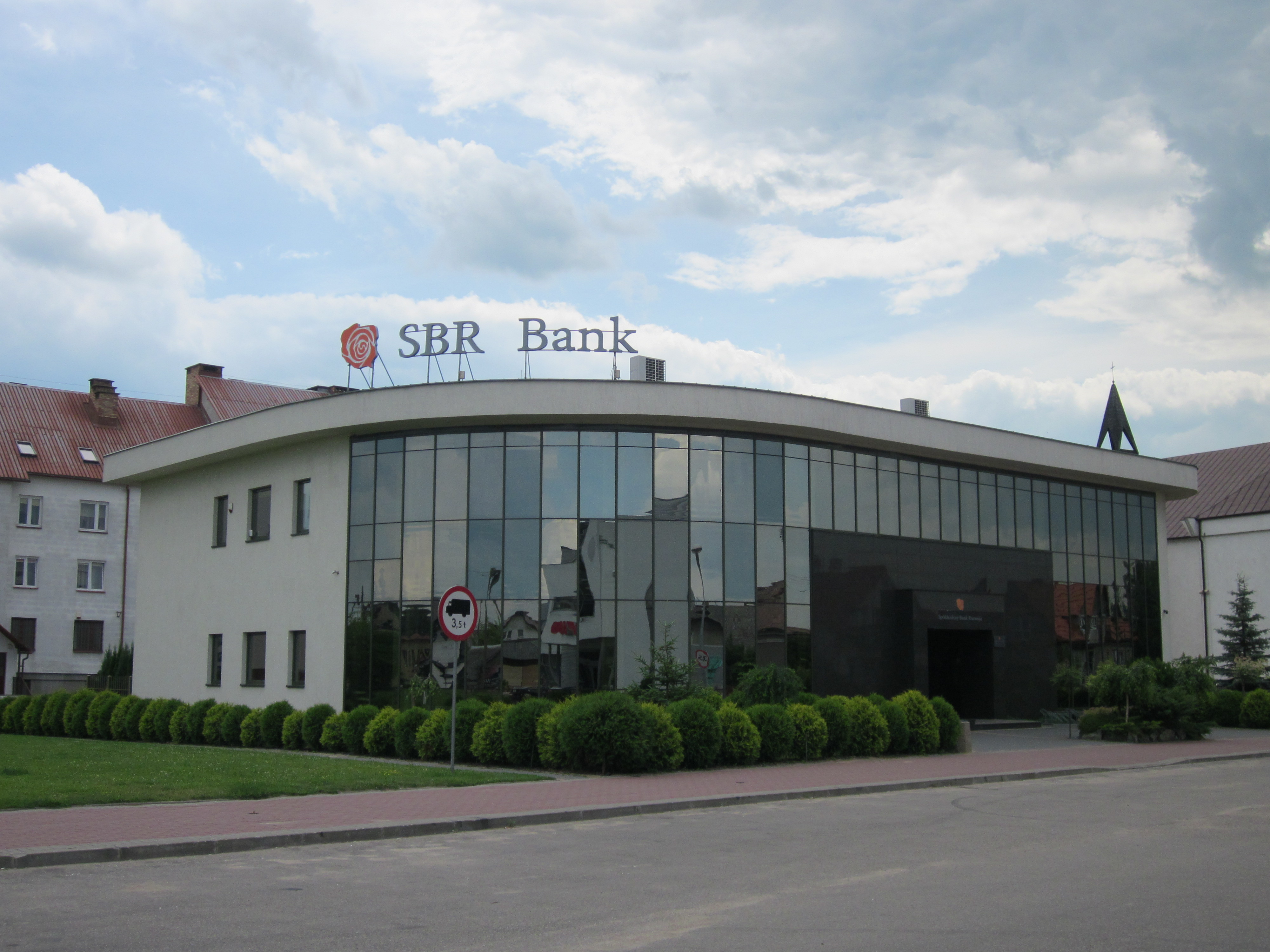
SBR Bank
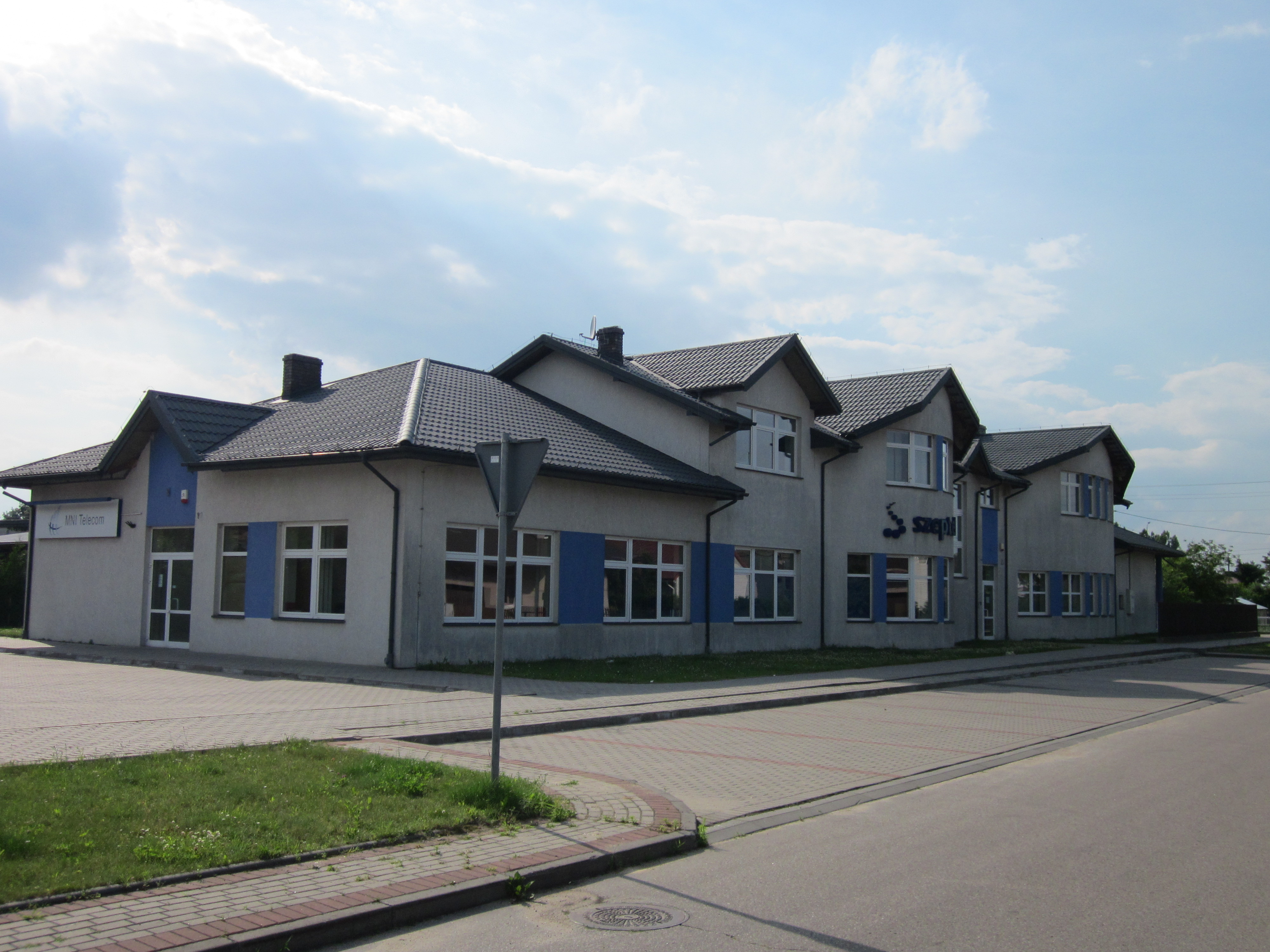
MNI Telecom dawny „Szeptel”
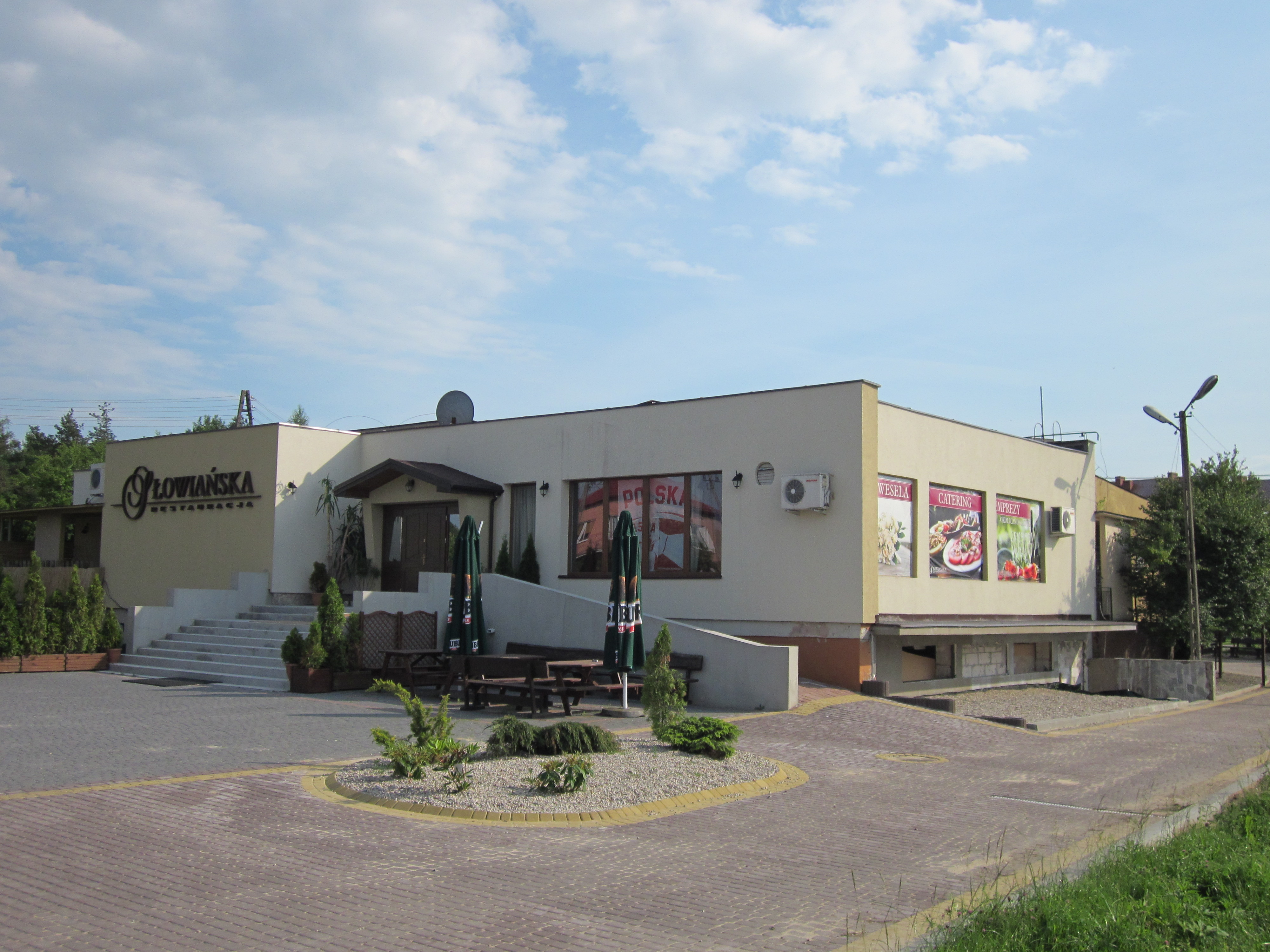
Restauracja Słowiańska